# Amos Mariani
Amos Mariani (Montecatini Terme, Provincia de Pistoia, Italia, 30 de marzo de 1931 - Montecatini Terme, Provincia de Pistoia, Italia, 20 de febrero de 2007) fue un futbolista y director técnico italiano. Se desempeñaba en la posición de delantero.

## Selección nacional
Fue internacional con la selección de fútbol de Italia en 4 ocasiones y marcó 2 goles. Debutó el 16 de julio de 1952, en un encuentro válido por la primera fase del torneo de fútbol de los Juegos Olímpicos de Helsinki 1952 ante la selección de los Estados Unidos que finalizó con marcador de 8-0 a favor de los italianos.

## Clubes

### Como futbolista
| Club                | País   | Año         |
| ------------------- | ------ | ----------- |
| Empoli F. C.        | Italia | 1947 - 1949 |
| Juventus F. C.      | Italia | 1949 - 1950 |
| Atalanta B. C.      | Italia | 1950 - 1951 |
| Udinese Calcio      | Italia | 1951 - 1952 |
| A. C. F. Fiorentina | Italia | 1952 - 1955 |
| A. C. Milan         | Italia | 1955 - 1958 |
| Calcio Padova       | Italia | 1958 - 1959 |
| S. S. Lazio         | Italia | 1959 - 1961 |
| S. S. C. Napoli     | Italia | 1961 - 1963 |

### Como entrenador
| Club                 | País   | Año         |
| -------------------- | ------ | ----------- |
| Polisportiva Alghero | Italia | 1968 - 1969 |
| Pro Vercelli         | Italia | 1970 - 1971 |
| Calcio Montebelluna  | Italia | 1972 - 1973 |
| Sassari Torres       | Italia | 1975        |
| Ethnikos Piraeus     | Grecia | 1977 - 1978 |
| A. S. Montecatini    | Italia | 1979 - 1980 |
| A. S. Lucchese       | Italia | 1982 - 1983 |

## Palmarés

### Como futbolista
| Título      | Club            | País   | Año     |
| ----------- | --------------- | ------ | ------- |
| Serie A     | Juventus F. C.  | Italia | 1949-50 |
| Serie A     | A. C. Milan     | Italia | 1956-57 |
| Copa Italia | S. S. C. Napoli | Italia | 1961-62 |